# NGC 2600
NGC 2600 est une vaste et lointaine galaxie spirale située dans la constellation de la Grande Ourse. NGC 2600 a été découverte par l'astronome français Guillaume Bigourdan en 1886.

## Caractéristiques
Sa vitesse par rapport au fond diffus cosmologique est de 13 591 ± 10 km/s, ce qui correspond à une distance de Hubble de 200 ± 14 Mpc (∼652 millions d'al).
À ce jour, quatre mesures non basées sur le décalage vers le rouge (redshift) donnent une distance de 160,500 ± 17,388 Mpc (∼523 millions d'al), ce qui est à l'extérieur mais compatible avec les valeurs de la distance de Hubble. Notons cependant que c'est avec la valeur moyenne des mesures indépendantes, lorsqu'elles existent, que la base de données NASA/IPAC calcule le diamètre d'une galaxie et qu'en conséquence le diamètre de NGC 2600 pourrait être d'environ 75,8 kpc (∼247 000 al) si on utilisait la distance de Hubble pour le calculer.
La classe de luminosité de NGC 2600 est II. Selon la base de données Simbad, NGC 2600 est une galaxie LINER, c'est-à-dire une galaxie dont le noyau présente un spectre d'émission caractérisé par de larges raies d'atomes faiblement ionisés.